# تواصل استراتيجي

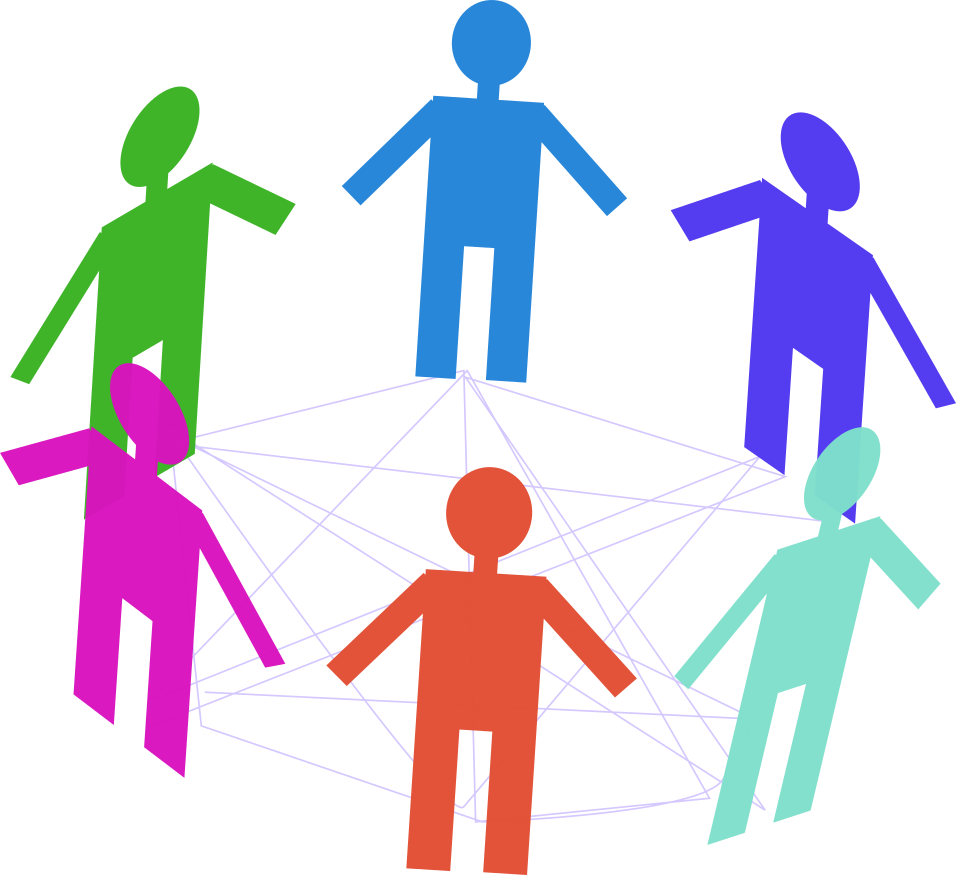

التواصل الاستراتيجي قد يعني إما توصيل مفهوم أو عملية أو بيانات تلبي هدفًا استراتيجيًا طويل المدى للمنظمة عن طريق السماح بتيسير التخطيط المتقدم أو التواصل عبر مسافات طويلة عادة باستخدام الاتصالات عن بُعد الدولية أو ممتلكات الشبكة العالمية المخصصة لتنسيق الإجراءات والأنشطة للأعمال التجارية والغير تجارية والعسكرية أو الوحدات الفرعية القتالية واللوجستية الهامة من الناحية التشغيلية. يمكن أن يعني أيضًا المهمة ذات الصلة داخل المنظمة، والتي تتعامل مع عمليات التواصل الداخلية والخارجية. يمكن أيضًا استخدام التواصل الاستراتيجي للحرب السياسية.

## أهداف التطبيق
يوفر التواصل الاستراتيجي مظلة مفاهيمية تمكّن المؤسسات من تكامل جهود الرسائل المتباينة. يسمح لهم بإنشاء وتوزيع الاتصالات التي، وعلى الرغم من اختلافها في الأسلوب والغرض، فيها ترابط داخلي. يمكن أن يؤدي هذا الاتساق، في بعض الحالات، إلى تعزيز دائرة صدى تعزز الرسالة التنظيمية والعلامة التجارية. على الأقل، يمنع الرسائل المتناقضة والمربكة لمجموعات مختلفة عبر جميع المنصات الإعلامية.

### التخطيط الاستراتيجي
للحصول على شيء ما، أول شيء يجب فعله أن يكون لديك خطة عمل للتواصل حول كيفية تكوين الأعمال التجارية ومعرفة مدى قوة جوهرها. تأكد من أن التوافق مع فهم المنظمة للمكان الذي تتواجد فيه حاليًا. النهج الذي يمكن استخدامه لتحديد الحالة الحالية للهدف هو عبر القيام بالتحليل الرباعي (نقاط القوة والضعف والفرص والمخاطر). عند استخدام التحليل الرباعي، يجب أن تكون نقاط القوة والضعف واقعية. يساعد ذلك في إجراء تحسينات أو تعديلات لم تكن جيدة جدًا. يساعد التحليل في الحصول على فهم أفضل للأعمال وسيساعد في التخطيط للأهداف وجعلها أكثر صلابة لأنه يظهر نقاط القوة والضعف والفرص والتهديدات التي تواجهها الشركة. يساعد في تحديد مكان العمل اليوم، وأين سيكون في المستقبل. التخطيط عملية مستمرة من البحث والتحليل وتحليل المهام والتنفيذ والتقييم. يتطلب النجاح في هذه العملية تحليلاً دؤوبًا ومستمرًا، ويُضاف التقييم إلى التخطيط والإجراءات.

### تحدث إلى أصحاب المصلحة الرئيسيين
أجرِ مقابلات مع العملاء لمعرفة أولوياتهم والأهداف التي يريدون تحقيقها مع المؤسسة. وجود فهم جيد لمشاكل العمل، سيسمح للمؤسسة بتقديم حلول فعالة تصب في الهدف. اطرح أسئلة لمعرفة ما هو هدف العميل، مع وجود هدف أساسي للتركيز على ما يجب تحقيقه وفعله وليس ما يريد/تريد. «تدعو الاستدامة إلى نهج سلسلة القيمة، إذ تحتاج الشركات إلى تحمل مسؤولية أوسع والتعاون مع مجموعة من أصحاب المصلحة لضمان معالجة الممارسات غير المستدامة» (سكانداليس وكوهين، 2015).

### وضع أهداف قابلة للتنفيذ
يجب أن تحتوي الأهداف على نقاط نهاية محددة لتوفير مؤشر للنجاح. ذكر كوتلر وزملاؤه (2013) من خلال فهم المستهلك والسوق، أنه يمكنهم تصميم إستراتيجية تسويق. إن الفهم لما يحدث حول المؤسسة سيضمن أن التخطيط لاستراتيجية التسويق سيكون سهلًا لأن الرؤية موجودة والتأكد من أن الأهداف ذكية. الأهداف هي الغايات المقصودة من حملات الأعمال، لإظهار ما يمكن تحقيقه. الأهداف فعالة عند استخدام أهداف سمارت: يجب أن تكون محددة وقابلة للقياس وقابلة للتحقيق وواقعية وحساسة للوقت. عيّن مهامًا للأفراد أو المجموعات، فتصبح مسؤوليات كلّ من هذه الأهداف محددة بالفعل ولا يلزم إجراء تعديلات لأنه عُيّنت لشخص أو مجموعة معينة. المسؤولية في أيديهم. يشير هذا إلى أن الفرد أو المجموعة المحددة لديها هدف أولي مباشر كُلّفوا به، وسيحتاجون إلى تطوير مجموعة من الاستراتيجيات والتكتيكات الممكنة لتحقيق الأهداف المعطاة لهم.

### تطوير وتحديد أولويات الاستراتيجيات والتكتيكات المحتملة
استخدم العصف الذهني لتحديد قائمة بالاستراتيجيات المحتملة التي يمكن تحقيقها لكل من الأهداف التي حددتها الشركة وعملائها، واحصل على تكتيكات تدعم هذه الاستراتيجيات والأهداف. اجتمِعوا كفريق لمناقشة مزايا كل إستراتيجية مقترحة للمنظمة. يجب أن يكون النقاش حول الاستراتيجيات التي من المرجح أن تكون قابلة للاستخدام وتلك التي من غير المحتمل استخدامها. بعض الاستراتيجيات لن تكون قابلة للتحقيق، وستكون صعبة أو لن يكون هناك حل متاح لها لذلك ستُشطب من القائمة. يؤدي هذا إلى تقصير القائمة ويساعد على تقريب أفضل الاستراتيجيات المتبقية لاستخدامها. قرر بشكل جماعي الإستراتيجيات والتكتيكات التي ستُتبع لتأمين هدف واضح للشركة. التركيز الرئيسي هو تحقيق الأهداف التي حددتها المنظمة.

### المقاييس والجداول الزمنية والمسؤوليات
حدد التفاصيل وراء تلك الاستراتيجيات والتكتيكات، لتكوين هدف واضح وتحديد ما يلزم التركيز عليه. اشرح كيف ستكون الفكرة ناجحة، وكيف تُقاس، والإطار الزمني ومن سيكون المسؤول. لضمان تخطيط كل شيء بنجاح ونجاح هذه الاستراتيجيات والتكتيكات. أداء هذا التخطيط بحكمة جزء رئيسي، التخطيط لا يساعد الأعمال التجارية على تحقيق الهدف فحسب، بل يساعد أيضًا في التواصل داخل المجموعة. سُيكلف الجميع بمسؤولية حتى تُلبّى هذه الاستراتيجيات والتكتيكات.